# Schlacht bei Pleasant Hill
Fort de Russy – Mansfield – Pleasant Hill – Blair’s Landing – Monett’s Ferry – Mansura – Yellow Bayou
Die Schlacht bei Pleasant Hill war eine Schlacht des Amerikanischen Bürgerkrieges. Sie fand am 9. April 1864 statt.
Nach der Niederlage in der Schlacht bei Mansfield am Tag zuvor wichen die 13.000 Mann der Unionstruppen unter Generalmajor Nathaniel Prentiss Banks auf eine Stellung südlich der Ortschaft Pleasant Hill in Louisiana aus. Banks besetzte eine Anhöhe mit Blick nach Norden und erwartete den Angriff der nachsetzenden 12.500 Konföderierten unter Generalmajor Richard Taylor.
Um 16 Uhr griff Taylor die rechte Flanke der Unionstruppen mit Kavallerie an, während drei Infanteriedivisionen die linke Flanke und das Zentrum angriffen. Der Angriff der konföderierten Infanterie wurde bis zum Ort zurückgedrängt. Banks befahl den Einsatz der Reserve gegen den vorrückenden rechten konföderierten Flügel und drängte sie bis zum Einbruch der Nacht zurück.  
Trotz seines Sieges wich Banks nach Grand Encore aus, wo sich die Unionsflotte auf dem Red River befand. Banks Ausweichen nach gewonnener Schlacht führte zum Ende des Red River-Feldzuges der Union.
Die Konföderierten verloren 1626 Mann, die Union 1369.